# Souk El Sayaghine
Le souk El Sayaghine (arabe : سوق الصياغين) est l'un des souks de la médina de Sfax.
Il se situait auparavant à l'ouest du souk Erbaa et, comme son nom l'indique, il était spécialisé dans la fabrication et la vente des objets en métaux précieux.